# Антропохорія
Антропохо́рія (грец. ανθρωπος — людина, χωρεω — іду рухаюсь) — перенесення насіння рослин людиною.
Антропохорія відбувається звичайно несвідомо: з посівним матеріалом культурних рослин, при перевозках товарів і масовому пересуванні людей (під час війни, при переселенні). Нерідко рослини заносяться дуже далеко від місця свого первинного поширення. Так, під час підкорення Америки європейці занесли туди насіння подорожника, який прижився на новому материку (тубільці називали його «слідом білої людини»). Деякі бур'яни, навпаки, з Америки були занесені в Європу. Іноді під антропохорією розуміють і свідоме поширення рослин людиною (інтродукція, акліматизація).
Антропохо́рія розповсюдження діаспори[прояснити] в результаті діяльності людини.
Антропохорія може бути непрямою (діаспора розноситься з поливними водами, гноєм або худобою) і безпосередньо: при розповсюдженні діаспори за допомогою транспорту (агестохорія) — навмисна антропохорія (культивовані рослини) або ненавмисна (попутно з іншими вантажами розповсюджується діаспора рудеральних, бур'янистих і дикорослих видів). Останній спосіб найбільш швидкий і ефективний по дальності (див. Прийшлі рослини). Безпосередньо, антропохорія відбувається при обробітку ґрунту сільськогосподарськими знаряддями і машинами — ергазіохорія (від греч. ergasia — обробка землі), вона завжди ненамірена і сприяє відновленню бур'янистих і сінокісних рослин. Розповсюдження діаспори відбувається і шляхом їх висіву — спейрохорія (від греч. speiro — сію) — навмисна антропохорія (культурні рослини) або ненавмисна (сорнопольовиє рослини). Ця форма антропохорії призвела до відбору спеціальних засмічувачів найстародавніших культур (пшениці, рису, льону, проса, гречки). Діаспора смітних видів, що часто дозрівають одночасно з відповідною культурою, настільки схожа з її насінням, що дуже важко відсортовуються. До смітних рослин (антропохорів) занесень в СРСР відносяться види амброзії, нетреби, амаранту, а також нові — шавлія відігнута (Salvia reflexa), соняшник смітний (Helianthus lenticularis) і ряд ін., занесені головним чином з Америки.